# Seznam českých exilových gramofonových desek
Seznam českých exilových gramofonových desek uvádí v exilu vydaná díla exilovými autory i autory žijícími v socialistickém Československu, ev. díla vydaná péčí českých exilových nakladatelství s tematikou Československa, Polska a jiných zemí východního bloku. Seznam, který zahrnuje 69 položek, není kompletní. 

| Autor                                            | Titul                                                                              | Rok vydání | Vydavatelství                          | Země vydání            | Informace z obalu desky | Doplňující info |
| ------------------------------------------------ | ---------------------------------------------------------------------------------- | ---------- | -------------------------------------- | ---------------------- | --- | --- |
| Pavel Tigrid, Jan Prokop                         | Pražské jaro 1968                                                                  | neznámý    | Svědectví                              | Francie                | Dokumenty a poznámky k československým událostem 1968/69 I. díl Dokumenty a poznámky k československým událostem 1968/69 II. díl | 2LP, pravděpodobně 1971 |
| Různí                                            | Písničky Roku 1968                                                                 | 1973       | Artes                                  | Švýcarsko              | | |
| různí                                            | Lämna Vårt Land I Fred (Zakázaní Zpěváci Druhé Kultury)                            | 1978       | Oktober                                | Svédsko                | | gramofonovou desku inicializoval Jiří Pallas (později Šafrán 78), nahrávky několika pronásledovaných umělců byly pořízeny švédskými novináři při příležitosti MS v ledním hokeji. První série obsahovala chyby v českém textu. |
| různí                                            | Lämna Vårt Land I Fred (Zakázaní Zpěváci Druhé Kultury)                            | 1978       | Oktober                                | Svédsko                | | gramofonovou desku inicializoval Jiří Pallas (později Šafrán 78), nahrávky několika pronásledovaných umělců byly pořízeny švédskými novináři při příležitosti MS v ledním hokeji. Opraveny chyby v českém textu. |
| různí                                            | Lämna Vårt Land I Fred (Zakázaní Zpěváci Druhé Kultury)                            | 1982       | Šafrán 78                              | Svédsko                | | Reedice již pod vlastní značkou |
| různí                                            | Lieder Gegen Panzer                                                                | 1978       | Neue Welt                              | Německo                | | |
| různí                                            | Czech! Till Now You Were Alone                                                     | 1984       | Old Europa Cafe                        | Itálie                 | | |
|                                                  | Słowo                                                                              | 1979       | Šafrán 78                              | Švédsko                | Wiersze papieža Jana Pawła II recytują Halina Mikołajska i Maciej Rayzacher | Básně papeže Jana Pavla II. recitují Halina Mikołajská a Maciej Rayzacher |
| umělci neuvedeni                                 | Postulat 22                                                                        | 1980       | Šafrán 78                              | Švédsko                | | k událostem v Polsku roku 1980; rozkládací obal (gatefold) s překlady textů do švédštiny |
| umělci neuvedeni                                 | Postulat 22                                                                        | 1980       | Šafrán 78                              | Švédsko                | | k událostem v Polsku roku 1980 jednoduchý obal; pravděpodobně dotisk. |
| umělci neuvedeni                                 | Postulat 22                                                                        | 1981       | Folkways Records                       | USA                    | | licencovaná reedice |
| umělci neuvedeni                                 | Polnischer Sommer - Lieder Der Neuen Polnischen Gewerkschaftbewegung (Postulat 22) | neznámý    | Eigelstein Musikproduktion             | Německo                | | licencovaná reedice |
| umělci neuvedeni                                 | Postulat 22                                                                        | neznámý    | neznámý                                | Austrálie              | | bližší info není k dispozici; zmíněna v biografii Jiřího Pallase, nelicencovaná (pirátská) kopie |
| Berani                                           | Berani                                                                             | 1985       | Šafrán 78                              | Švédsko                | | |
| Kamil Běhounek, Jiří Traxler                     | Swing Time                                                                         | 1983       | Stereo West Records                    | Kanada                 | | |
| DG 307                                           | Pták Utrženej Ze Řetězu                                                            | 1979       | Old Europa Cafe                        | Itálie                 | | Audiokazeta |
| DG 307                                           | Gift to The Shadows                                                                | 1982       | Šafrán 78                              | Švédsko                | | |
| Jiří Durman / Miroslav Posejpal / Miroslav Kodym | Hidden Voices (Live At Žatec)                                                      | 1985       | Leo Records                            | Spojené království     | | |
| É Ucho Debil Accord Band                         | Standing At The Wall                                                               | 1985       | Old Europa Cafe                        | Itálie                 | | Audiokazeta |
| Václav Havel                                     | Audience                                                                           | 1979       | Šafrán 78                              | Švédsko                | | |
| Jaroslav Hutka                                   | Pravděpodobné vzdálenosti                                                          | 1979       | Šafrán 78                              | Švédsko                | | |
| Jaroslav Hutka                                   | Pravděpodobné vzdálenosti (Probable distances)                                     | 1979       | Šafrán 78                              | Kanada                 | | |
| Jaroslav Hutka                                   | Minulost mává nám                                                                  | 1979       | Šafrán 78                              | Švédsko                | | |
| Jaroslav Hutka                                   | Hier Is Mijn Thuis, Paladijn                                                       | 1984       | Paladijn                               | Holandsko              | | |
| Jacek Kaczmarski                                 | Strącanie aniołów                                                                  | 1982       | Šafrán 78                              | Švédsko                | | |
| Jacek Kaczmarski                                 | Litania                                                                            | 1987       | Iron Curtain Records                   | Austrálie              | | řadím mezi české, produkoval Jiří George Šimák, jako i další desky na labelech Saturn a Iron Curtain Records (Karel Kryl, Jára Kohout) |
| Svatopluk Karásek                                | Say No to the Devil                                                                | 1979       | Šafrán 78                              | Švédsko                | | |
| Petr Kofroň / Miroslav Šimáček                   | Petr Kofroň / Miroslav Šimáček                                                     | 1987       | Old Europa Cafe                        | Itálie                 | | Audiokazeta |
| Jára Kohout                                      | Kikiriki - Famous Czech Songs With Jara Kohout                                     | neznámý    | Apon                                   | USA                    | | podle kat. č. pravděpodobně 1960 |
| Jára Kohout                                      | Ky-Ky-Ry-Ky                                                                        | neznámý    | Saturn                                 | Austrálie              | | |
| Jára Kohout                                      | Jára V Austrálii                                                                   | 1984       | Saturn                                 | Austrálie              | | |
| Karel Kryl                                       | Rakovina                                                                           | 1969       | Primaphon                              | Německo                | | |
| Karel Kryl                                       | Rakovina                                                                           | 1970       | Caston                                 | Německo                | | Repress |
| Karel Kryl                                       | Maškary                                                                            | 1970       | Caston                                 | Německo                | | |
| Karel Kryl                                       | Bratříčku, zavírej vrátka!                                                         | 1971       | Caston                                 | Německo                | | záznam z koncertního turné po Švýcarsku |
| Karel Kryl                                       | Carmina Resurrectionis                                                             | 1974       | Caston                                 | Německo                | | EP |
| Karel Kryl                                       | (Z pod stolu) sebrané spisy (Dívka Havířka / Azbuk)                                | 1978       | '68 Publishers                         | Kanada                 | | SP je součástí knihy básniček. |
| Karel Kryl                                       | Karavana mraků                                                                     | 1979       | Šafrán 78                              | Švédsko                | | |
| Karel Kryl                                       | Bratříčku, zavírej vrátka!                                                         | 1980       | Šafrán 78                              | Švédsko                | | záznam z koncertního turné po Švýcarsku, reedice |
| Karel Kryl                                       | Rakovina                                                                           | 1980       | Šafrán 78                              | Švédsko                | | reedice |
| Karel Kryl                                       | Maškary                                                                            | 1980       | Šafrán 78                              | Švédsko                | | reedice |
| Karel Kryl                                       | Plaváček                                                                           | 1983       | Šafrán 78                              | Švédsko                | | |
| Karel Kryl                                       | Ocelárna                                                                           | 1984       | Iron Curtain Records                   | Austrálie              | | EP |
| Karel Kryl                                       | Z mého plíživota (Omezená Suverenita / Jedůfka)                                    | 1986       | '68 Publishers                         | Kanada                 | | SP je součástí knihy básniček. |
| Karel Kryl                                       | Dopisy                                                                             | 1986       | Rhea Publishing Company                | Austrálie              | | Audiokazeta |
| Waldemar Matuška                                 | Teče voda, teče                                                                    | 1986       | De-Mar Ent.                            | USA                    | | |
| Bohdan Mikolášek                                 | Znovu                                                                              | 1988       | Soft Music                             | Švýcarsko              | | |
| MCH Band                                         | " Feeling Fine...."                                                                | 1985       | Old Europa Cafe                        | Itálie                 | | Audiokazeta |
| MCH Band                                         | Live                                                                               | 1985       | Old Europa Cafe                        | Itálie                 | | Audiokazeta |
| Jaroslav Seifert                                 | Všechny krásy světa                                                                | 1979       | Šafrán 78                              | Švédsko                | | |
| Smutný Muž                                       | Nazdar Spolupachatelé                                                              | 1974       | Konfrontation Verlag                   | Švýcarsko              | | EP |
| Charlie Soukup                                   | Radio                                                                              | 1981       | Šafrán 78                              | Švédsko                | | |
| Stockholms Folkkör, Torsten Föllinger            | Fyra Slovakiska Sånger / Sången Om Moldau                                          | 1980       | Šafrán 78                              | Švédsko                | Stockholmský lidový soubor založený v lednu 1977 vychází z těchto politických pozic: Za tradici lidových souborů Za lidovou kulturu Bránit demokratické práva a svobody Bránit mír a národní nezávislost Soubor je politicky nezávislý.Tuto desku natočil ze solidarity s československým lidem. | EP |
| Šibeničníci                                      | Šumaři pod pendrekem                                                               | 1980       | Nickel City Recording Enterprises Inc. | USA, distribuce Kanada | | Autor písní Jára Meců Diriguje Milo Komínek |
| Jiří Voskovec, Josef Škvorecký                   | Báje Z Nového Světa / Prima Sezóna                                                 | 1973       | '68 Publishers                         | Kanada                 | | EP, flex |
| Jiří Voskovec                                    | Relativně vzato                                                                    | 1975       | Kampa Disc Productions, Inc.           | USA                    | | |
| Jiří Voskovec                                    | Relativně vzato                                                                    | 1982       | Šafrán 78                              | Švédsko                | | Reedice, původně chtěl Jiří Pallas požádat Jiřího Voskovce ke svolení s vydáním, Voskovec však zemřel, tak byla deska vydána neautorizovaně; na nátlak Voskovcovy vdovy byl náklad kompletně zničen, oficiálně existují jen dva exempláře; jeden se prodal z pozůstalosti Pavla Chrastiny v aukci, druhý by měl mít Jiří Pallas, údajně neznámé množství výlisků uniklo před likvidací a byly v prodeji mimo Šafrán; od originálu se liší pouze bílou vinětou a jiným číslem matrice |
| Jiří Voskovec, Jan Werich, Jaroslav Ježek        | Zejtra Je Den Taky / Šůr Polka                                                     | 1983       | '68 Publishers                         | Kanada                 | | SP, příloha knihy Americké příběhy |
| The Plastic People of the Universe               | Egon Bondy's Happy Hearts Club Banned                                              | 1978       | Boží Mlýn Productions                  | Francie                | | |
| The Plastic People of the Universe               | Passion Play                                                                       | 1980       | Boží Mlýn Productions                  | Kanada                 | | |
| The Plastic People of the Universe               | Hundred Points                                                                     | 1980       | Boží Mlýn Productions                  | USA                    | | Audiokazeta |
| The Plastic People of the Universe               | Leading Horses                                                                     | 1983       | Boží Mlýn Productions                  | Kanada                 | | |
| The Plastic People of the Universe               | Midnight Mouse                                                                     | 1987       | Boží Mlýn Productions                  | Holandsko              | | |
| Vlastimil Třešňák                                | Zeměměřič                                                                          | 1979       | Šafrán 78                              | Švédsko                | | |
| Vlastimil Třešňák                                | Koh-i-noor                                                                         | 1983       | Šafrán 78                              | Švédsko                | | |
| Vladimír Veit                                    | Texty                                                                              | 1982       | Šafrán 78                              | Švédsko                | | |
| Vladimír Veit                                    | Quo vadis                                                                          | 1984       | Šafrán 78                              | Švédsko                | | |
| Vladimír Veit                                    | Ve Lví Stopě                                                                       | 1985       | Alfa                                   | Rakousko               | | |
| Dáša Vokatá                                      | Láska                                                                              | 1985       | Šafrán 78                              | Švédsko                | | |